# Sparktake
Sparktake是提供二手書買賣及分享閱讀心得的手機應用程式，由兩名香港人劉子漢及王子維於2017年1月中推出。

## 名稱由來
據兩名創辦人於2017年一則訪問中指出，該應用程式名稱可以細拆為兩個英文單詞—「spark」和「take」，當中前者意喻書籍所蘊藏的「火花」，後者則指買方帶走購得之二手書，二者相輔相成，構結一種二手書買賣應有的生生不息。

## 開發緣由與歷史
近年隨著環保閱讀風氣於香港越趨普及，加上解憂舊書店、開懷舊書店、我的書房等舊書店的出現，令人在不用花費太多金錢下即可購得心水書籍。然而，劉子漢及王子維發現在網絡上雖然出現不少專門處理二手書買賣的Facebook社團，但在現實交收過程中幾近沒有任何溝通機會，只是買家付款、賣家給予買家書籍而已。他們認為，二手書買賣應該包含買賣雙方之間的更多交流機會，故他們以台灣網絡書店博客來的手機應用程式為基礎，並加入「聊天」功能，方便用家於平台上討論交收事宜，甚至是他們認為有趣的事情。
2017年1月初，該應用程式於App Store上架。同年暑假，創辦人之一王子維獲邀到世界公民書室分享經營心得與理念。

## 反應
該應用程式上架三個月後，已經坐擁約二萬名用戶，每日增加逾百本待售出的二手書。

## 衍生產品
後來Sparktake兩名創辦人再開發另一款手機應用程式「Sparksine」，以書本訂閱作招徠，聲稱「只需花費10-15分鐘便可掌握一本書的內容要點」（每本書的平均字數大約只有三、四千字）。縱使該應用程式可供人免費內容，但只有訂閱服務方能閱讀平台提供的全部內容。

## 外部連結
- 官方網站（页面存档备份，存于）
- YouTube上的Sparktake頻道
- Sparktake的Facebook專頁
- Sparktake的Instagram帳戶